# Werner Zimmer (Ringer)
Werner Zimmer (* 27. November 1929 in Etzenhofen; † 29. April 2019 in Riegelsberg) war ein deutscher Ringer, der für das Saarland antrat.

## Biografie
Werner Zimmer gehörte ab 1939 dem KV 03 Riegelsberg an. 1951 wurde er Saarländischer Meister im Fliegengewicht. Bei den Olympischen Sommerspielen 1952 in Helsinki trat er im Fliegengewicht für das Saarland an, schied jedoch in der zweiten Runde aus. Nach seiner aktiven Karriere trainierte Zimmer den Nachwuchs des Vereins und wurde später Ehrenmitglied.